# Братиславская лира
Братисла́вская ли́ра (чеш. Bratislavská lýra) — чехословацкий фестиваль популярной песни, который проходил ежегодно с 1966 по 1990 год в Братиславе. Возобновлён в 1997 году, но снова отменён в 1998 году.

## История
Идея проведения фестиваля возникла в 1964—1965 годах у композиторов Яна Сивачека и Павола Зе́леная, которые впоследствии и организовали его. Мероприятие впервые было проведено в 1966 году в братиславском Парке культуры и отдыха (PKO) под названием Международный фестиваль танцевальной песни в Братиславе Лира («Medzinárodný Festival tanečnej piesne Bratislavská lýra»), звук которого обеспечивал Slovenský rozhlas (позже Česko-slovenský rozhlas). Победители получили награду под названием «Братиславская лира», которая также стала новым названием фестиваля в 1968 году.
Помимо золота, серебра и бронзы, были также вручены другие награды, в том числе «Золотой ключ» для иностранных участников. Номинации включали:
- премию критиков,
- премию журналистов,
- приз зрительских симпатий,
- премию популярных критиков и
- премию за достижения всей жизни.

Среди заметных победителей первого года мероприятия — чешский певец Карел Готт вместе с композиторами Виерославом Матушиком и Элишкой Елинковой за песню «У меня есть волшебный домик» («Mám rozprávkový dom»). За годы своего существования фестиваль продемонстрировал таланты некоторых крупнейших музыкальных звёзд Чехословакии, а также различных международных знаменитостей, среди которых:
- 1969 год — The Beach Boys,
- 1970, 1971 годы — Клифф Ричард,
- 1977 год — Boney M.,
- 1983 год — Смоки,
- 1983 год — Донован и
- 1988 год — Джо Кокер (последний год возрождения мероприятия).

В 1975 году фестиваль получил награду от Международной федерации фестивальных организаций (FIDOF), став четвёртым фестивалем в мире, удостоенным этой чести, — и первым в социалистическом блоке.
Проведение Братиславской лиры было прекращено в 1990 году, после Бархатной революции. Дирижёр и музыкальный руководитель Владимир Валович приобрёл торговую марку в 1996 году и возродил фестиваль в следующем году.
Выпуск 1997 года использовался для выбора представителя Словакии на конкурсе песни Евровидение 1998 года.
В 1998 году мероприятие было отменено ещё раз — из-за отсутствия финансовой поддержки и спонсоров.
В 2006 году Валович всё ещё планировал в дальнейшем возобновить мероприятие.
19 октября 2016 года, через пятьдесят лет после первого выпуска, в Братиславе состоялся гала-концерт «Лира-50: У меня есть волшебный домик» (словацкий: Lýra 50 Mám rozprávkový dom) с участием бывших победителей и участников фестиваля.

## Противостояние
В 1989 году Джоан Баэз пригласила на сцену Ивана Хоффмана, записавшего антикоммунистическую песню «Хватит мне рассказывать» («Nech mi nehovoria»). Однако, примерно через минуту организаторы отключили его микрофон.